# Pseudanthias pillai
Pseudanthias pillai là một loài cá biển thuộc chi Pseudanthias trong họ Cá mú. Loài này được mô tả lần đầu tiên vào năm 2012, được đặt theo tên của Tiến sĩ N.G.K. Pillai, làm việc tại Hội đồng Nghiên cứu Nông nghiệp Ấn Độ (ICAR), đồng thời đã từng giữ nhiều chức vụ khác, để tri ân những đóng góp có giá trị của ông ta trong việc nghiên cứu các loài cá biển ở Ấn Độ.

## Phân bố và môi trường sống
P. pillai có phạm vi phân bố ở Tây Ấn Độ Dương. Loài này đã được tìm thấy ngoài khơi Kochi và Chavakkad ở bờ biển phía tây nam của Ấn Độ. Mẫu vật của chúng được thu thập ở vùng nước khá sâu, nằm trong khoảng từ 150 đến 200 m.

## Mô tả
Mẫu vật lớn nhất dùng để mô tả P. pillai có chiều dài được đo là 12 cm. Cá đực và cá mái có màu sắc cơ thể như nhau: thân có màu tím hồng; vây đuôi màu tím với dải vàng ở rìa; vây lưng màu vàng, gai và tia vây màu tím. Vây bụng cá mái màu vàng nhạt và của cá đực màu hồng nhạt.
Số gai ở vây lưng: 10; Số tia vây mềm ở vây lưng: 16; Số gai ở vây hậu môn: 3; Số tia vây mềm ở vây hậu môn: 7; Số gai ở vây bụng: 1; Số tia vây mềm ở vây bụng: 5; Số tia vây mềm ở vây ngực: 19.